# The Adopted Brother
The Adopted Brother è un cortometraggio muto del 1913 diretto da W.C. Cabanne e, non confermato, D.W. Griffith.

## Produzione
Il film fu prodotto dalla Biograph Company.

## Distribuzione
Distribuito dalla General Film Company, il film - un cortometraggio di una bobina - uscì nelle sale cinematografiche statunitensi il 30 agosto 1913. Copia della pellicola si trova conservata negli archivi del Museum of Modern Art.